# Lobocraspeda
Lobocraspeda is een geslacht van vlinders van de familie spanners (Geometridae), uit de onderfamilie Ennominae.

## Soorten
- L. coeruleostriga Warren, 1897
- L. latefascia Rothschild, 1915